# 타이니 템파
타이니 템파(Tinie Tempah, 본명 Patrick Junior Chukwuemeka Okogwu, 1988년 11월 7일 ~ )는 영국의 래퍼, 싱어송라이터이다. 브릿 힙합의 대표적인 아티스트로 손꼽히며, 그의 대표곡으로는 브릿 어워드 등에서 상을 휩쓸은 "Pass Out"과 빌보드 핫 100차트에서 12위까지 랭크된 적이 있는 "Written in the Stars" 등이 있다.

## 음반 목록
- Disc-Overy (2010)
- Demonstration (2013)
- Youth (2017)